# Yukarıöz, Yapraklı
Yukarıöz là một thị trấn thuộc huyện Yapraklı, tỉnh Çankırı, Thổ Nhĩ Kỳ. Dân số thời điểm năm 2010 là 1.358 người.